# 森菲爾德 (密西根州)
森菲爾德（英語：Sunfield）是位於美國密西根州伊頓縣的一個村。

## 人口
根據2020年美國人口普查的數據，森菲爾德的面積為1.97平方千米，當中陸地面積為1.97平方千米，而水域面積為0.00平方千米。當地共有人口518人，而人口密度為每平方千米262人。